# Mujeres primero
Mujeres primero fue un programa de televisión chileno transmitido por La Red de lunes a viernes a las 8 de la mañana entre 2010 y 2017.

## Historia
Se estrenó el miércoles 17 de noviembre de 2010 en el contexto de una renovación de la franja matinal de La Red que desde enero de 2006 transmitía Intrusos a las 8 de la mañana.
La conducción estuvo a cargo de un cuarteto compuesto por la periodista Ivette Vergara, la locutora de Radio Concierto Andrea Hoffman, la actriz Antonella Ríos y la nutricionista Janine Leal.
A las pocas semanas de haber debutado, Vergara salió de vacaciones al extranjero y a su regreso se enteró de que había sido despedida. Su lugar fue tomado por la exconductora de noticias de La Red, Mónica Esquivel.
A fines de agosto de 2011 Andrea Hoffmann salió del programa ante un claro giro hacia la farándula. Se sumó Alejandra Valle como panelista, en reemplazo de la actriz María Luisa Mayol que comentaba moda y espectáculos.
Hacia fines de 2011, Ríos y Leal quedaron como dupla oficial, manteniéndose juntas hasta fines de 2016. Contaron con panelistas de diversas áreas como Branko Karlezi en noticias, Michael Roldán en farándula, Bárbara Canale y Zita Pessagno en tarot, Fred Redondo en moda y Yazmín Valdés en cocina.
A partir de enero de 2017 la conducción quedó a cargo de la actriz Catalina Pulido y la periodista Paulina Rojas. Sin embargo, el programa llegó a su fin el 12 de mayo de 2017, tras seis años en el aire.

## Controversias
El 23 de agosto de 2011, mientras las panelistas del programa debatían sobre la huelga de hambre que realizaban algunos jóvenes en apoyo a la movilización estudiantil que surgió ese año, Antonella Ríos dijo, a modo de opinión, que debían existir mártires. Finalmente, este episodio recibió dos denuncias en el Consejo Nacional de Televisión.
El 8 de marzo de 2013, cuando las conductoras comentaban una entrevista de la actriz Fernanda Urrejola en la que confesó haber sido víctima de abusos sexuales, en la placa de texto en pantalla se leía que el autor de los abusos era su padre. Utilizando su cuenta de Twitter, Urrejola descargó su enojo contra el programa por atribuirle el delito a la persona equivocada, ya que ella jamás ha revelado la identidad de su abusador. Para enmendar el error, Antonella Ríos ofreció disculpas públicas al finalizar el programa y La Red despidió al periodista quien escribió esa información en el generador de caracteres.

## Conductoras
- Ivette Vergara (2010)
- Andrea Hoffman (2010-2011)
- Mónica Esquivel (2011)
- Janine Leal (2010-2016)
- Antonella Ríos (2010-2016)
- Paulina Rojas (2017)
- Catalina Pulido (2017)